# Euclides da Cunha Paulista
Euclides da Cunha Paulista is een gemeente in de Braziliaanse deelstaat São Paulo. De gemeente telt 10.168 inwoners (schatting 2009).